# لقمه‌ماهی بزرگ
لقمه‌ماهی بزرگ (نام علمی: Dasyatis gigantea) نام یک گونه از تیره پوماهی است.